# 도나우에싱겐
도나우에싱겐(독일어: Donaueschingen)은 독일 바덴뷔르템베르크주 프라이부르크현에 있는 도시로, 다뉴브 강의 두 수원이 합류하는 지점 근처에 위치해 있다.